# イオン札幌手稲山口ショッピングセンター

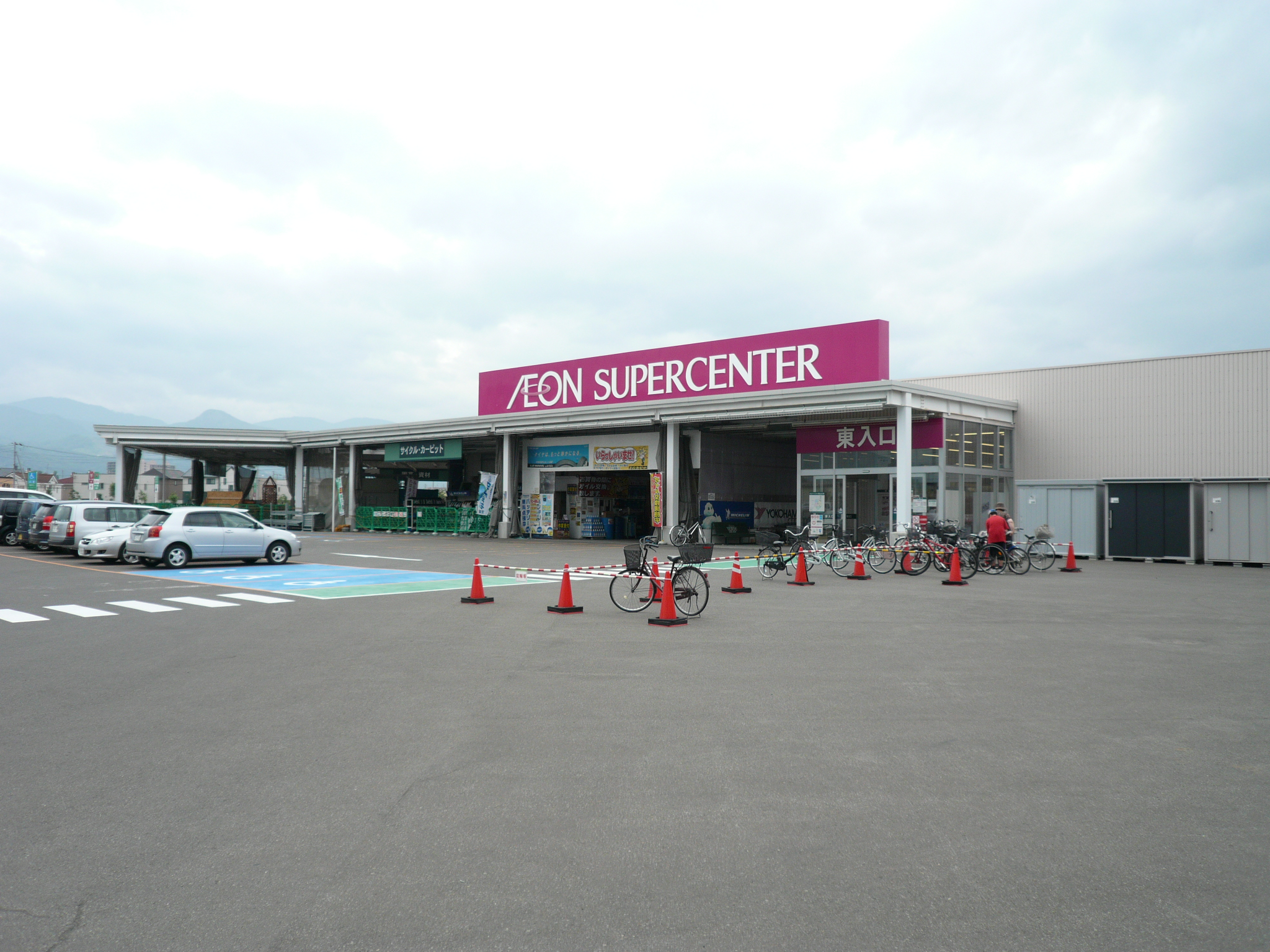
東入口（2010年7月）

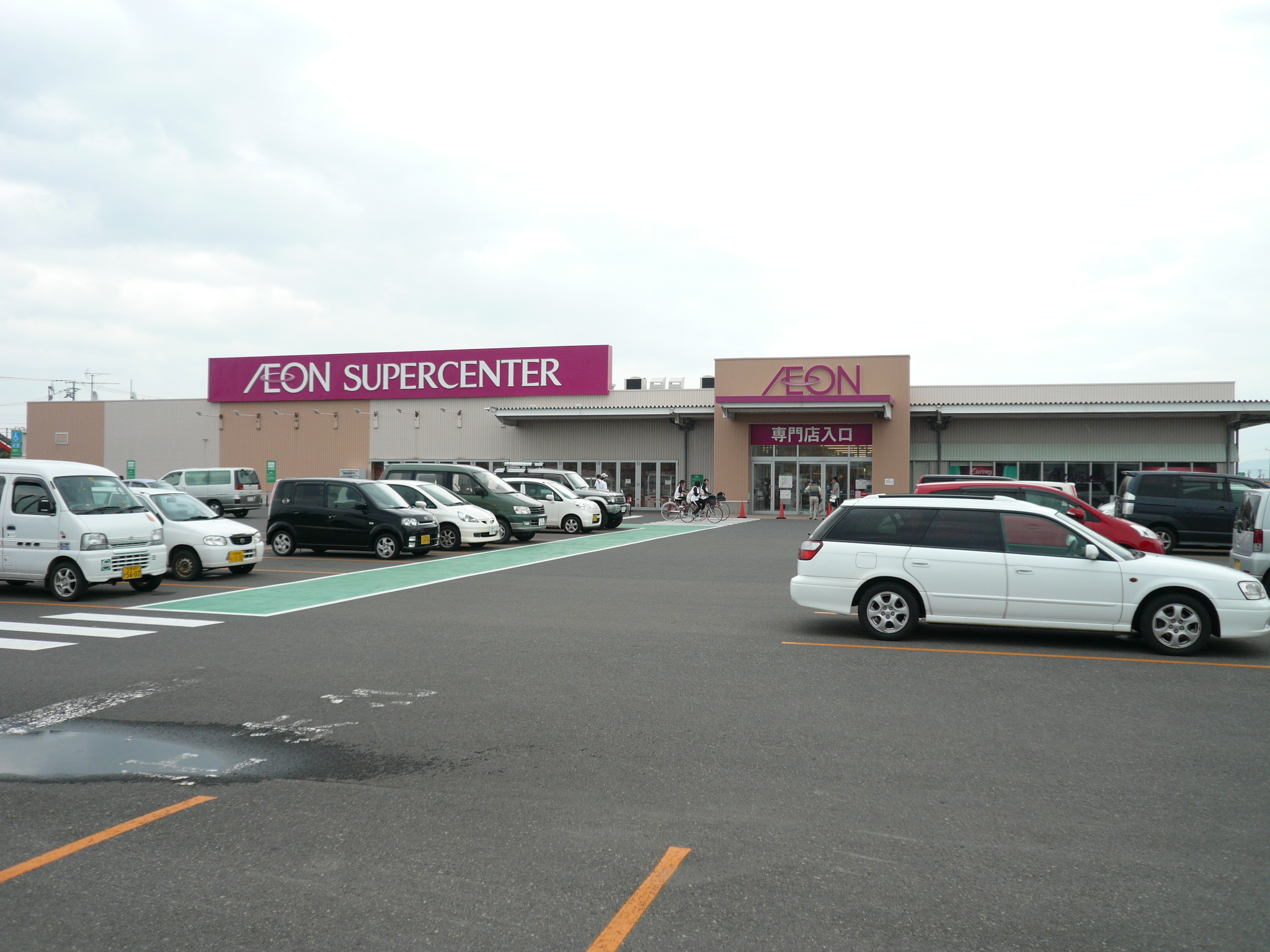
専門店入口（2010年7月）

イオン札幌手稲山口ショッピングセンター（イオンさっぽろていねやまぐちショッピングセンター）は、札幌市手稲区明日風に所在するイオン北海道運営の大型商業施設（スーパーセンター）である。中核店舗は「イオンスーパーセンター手稲山口店」。

## 沿革
- 2006年（平成18年）：
  - 4月29日：オープン。当時の運営企業はイオン[4]。
  - 同年より『YOSAKOIソーラン祭り』手稲明日風会場となる（2008年まで）[5][6][7][8]。
- 2007年（平成19年）：
  - 8月21日：当店を含むイオンの北海道総合小売事業を、会社分割によりポスフールが承継し[9]、イオン北海道と社名変更[10]。
  - 10月1日：土地区画整理事業により町名変更を実施[11]、当店の所在地が「手稲山口41-6」から「明日風6丁目1-1」となる。

## フロアとテナント

### フロア概要
核店舗のイオンスーパーセンター手稲山口店と約25の専門店で構成される。
| 階  | フロア概要         |
| --- | ------------------ |
| 1階 | 直営売場・専門店街 |

### 直営売場
- 食料・衣料・医薬品
- 日用品・家電・手芸用品
- サイクル・園芸用品

### 主なテナント
レストラン・フード
- サーティワン（アイス）
- スパイスダイニング DIYO（カレー）

ファッション・グッズ
- ハニーズ（レディス）
- 西松屋チェーン（ベビー・マタニティ）
- セリア（100円ショップ）
- 未来屋書店（書籍）

サービス・エンターテイメント
- ペットショップ ワンラブ（ペット）
- モーリーファンタジー（ゲームセンター）

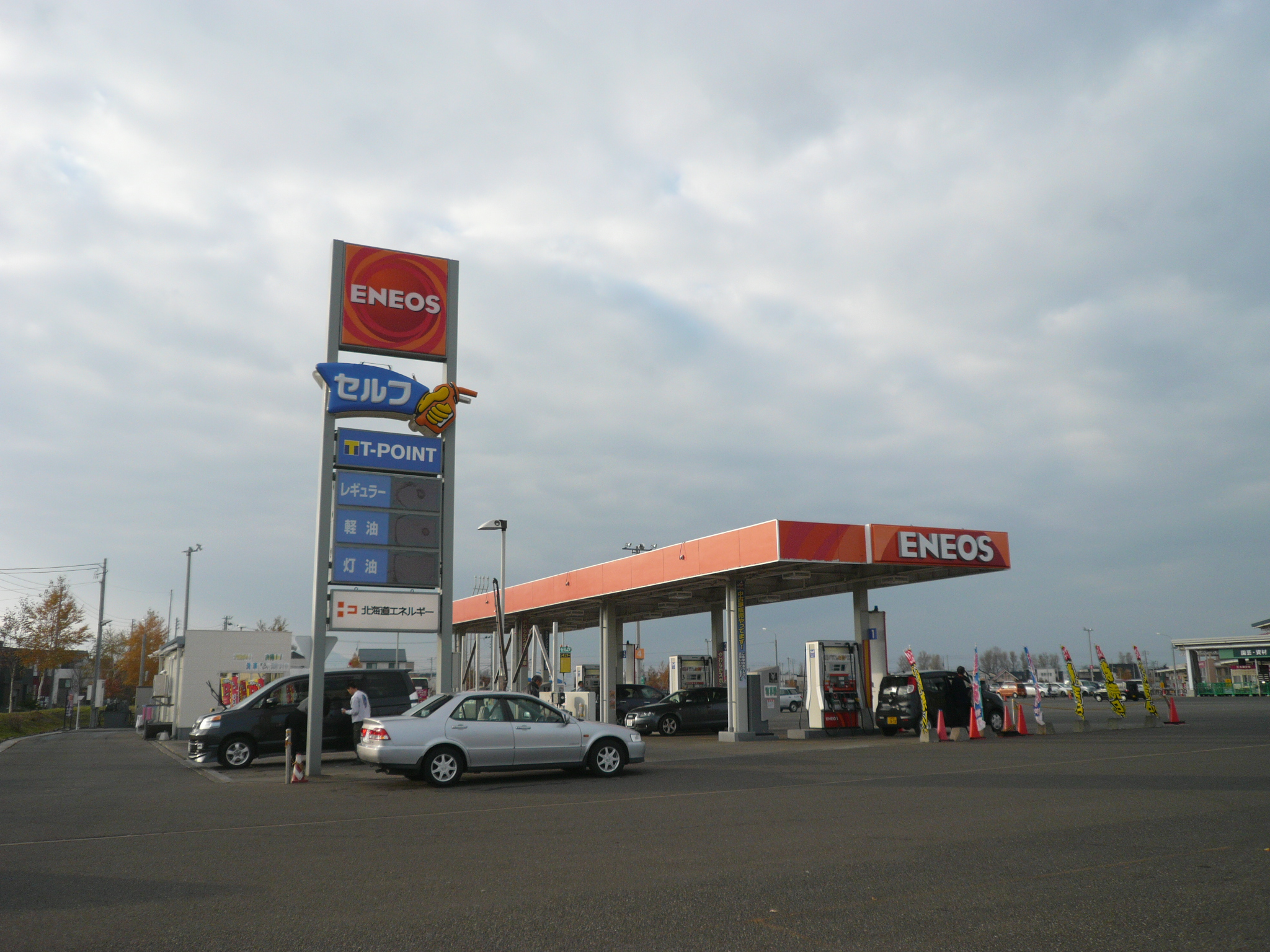
北海道エネルギーイオン手稲セルフSS[12]  - イオン手稲セルフSS（2013年11月）
※テナント情報は2022年5月時点

出店テナント全店の一覧詳細情報は公式サイト「専門店・フロアマップ」を、営業時間およびATMを設置している金融機関の詳細は公式サイトを参照。

## アクセス
開店当初は、ショッピングセンターと手稲駅を結ぶ専用循環バスを運行していた。
バス
- ジェイ・アール北海道バス札樽線「曙通」バス停下車

鉄道
- JR函館本線 - 稲穂駅及び星置駅から徒歩で約32分、手稲駅から徒歩で約36分

自動車
- 日本海オロロンライン - 手稲山口交差点より約2分
- 札樽自動車道 - 手稲ICより約8分